# إدوارد جيدينجز
إدوارد جيدينجز (بالإنجليزية: Edward Giddings)‏ هو مهندس معماري أمريكي، ولد في 1929، وتوفي في 1993.